# Défense de la France
Le mouvement Défense de la France est une organisation française de résistance à l'occupation allemande pendant la Seconde Guerre mondiale ; son journal Défense de la France est le plus gros tirage de la presse clandestine de l'époque, et est à l'origine de France-Soir.

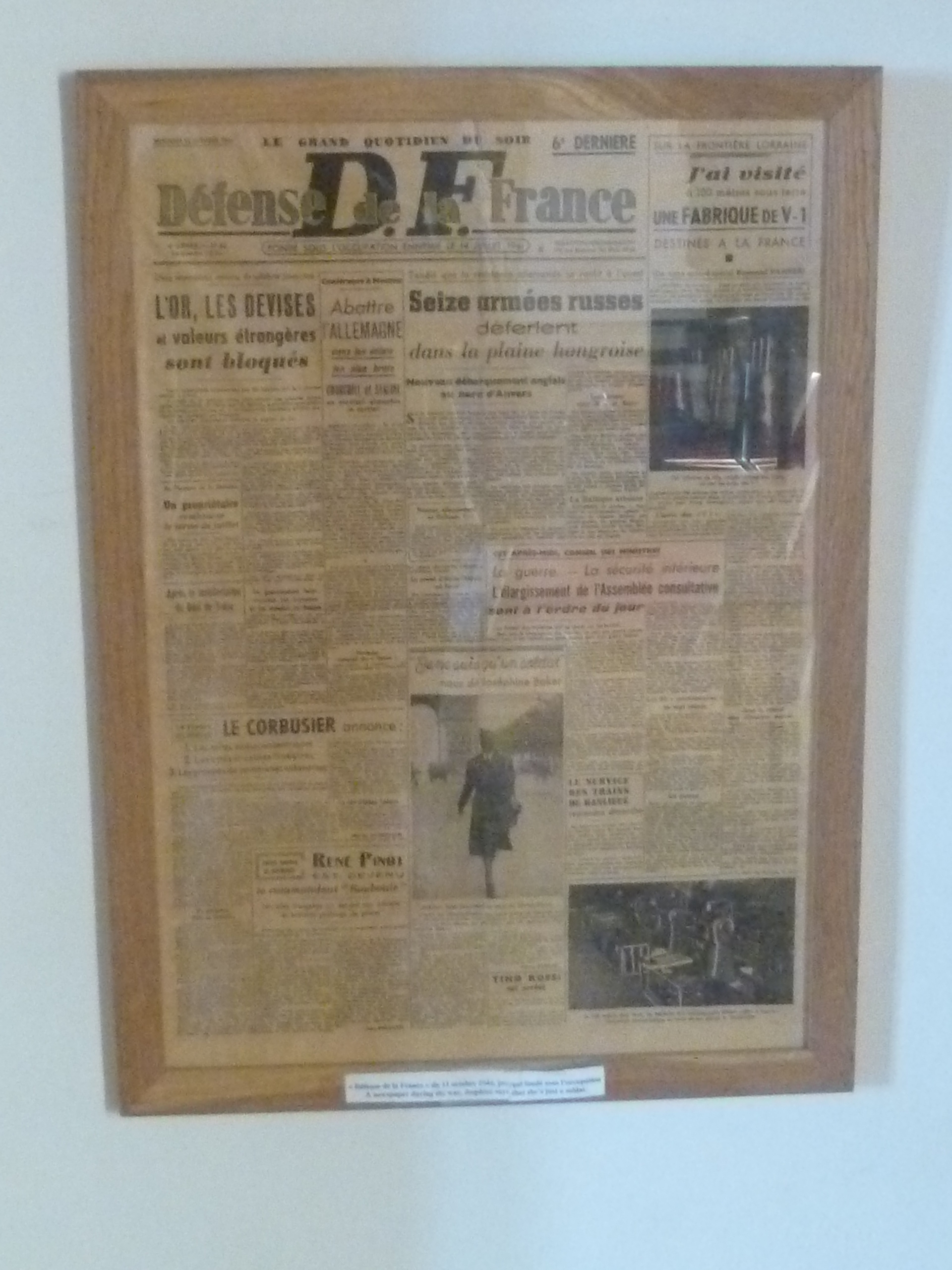
Journal

En janvier 1944, Défense de la France entre dans le Mouvement de libération nationale.

## Histoire
Un des membres du mouvement, Jacques Lusseyran, a évoqué son histoire dans son livre autobiographique Et la lumière fut.

### Le mouvement
À l'origine actif essentiellement en zone Nord, le mouvement Défense de la France se caractérise par une activité centrée sur la diffusion de son journal clandestin, créé en juillet 1941 par un groupe d'étudiants parisiens, réunis autour d'une équipe fondatrice composée de Philippe Viannay, principal dirigeant, Hélène Mordkovitch, et Robert Salmon. Jacques Lusseyran, Jean-Daniel Jurgensen, Marianne Cornevin, Marianne Réau, Geneviève Bottin et Charlotte Nadel sont également investis dès les débuts. 
La nièce de Charles de Gaulle, Geneviève (Geneviève de Gaulle-Anthonioz) rejoint en 1943 le noyau fondateur du mouvement. Elle est arrêtée ainsi que plus de 50 autres membres du mouvement dans une souricière au 68 rue Bonaparte, à la librairie Au Vœu de Louis XIII (dans le VIe arrondissement de Paris) qui servait de boîte aux lettres au mouvement. 
À compter de 1942, le réseau s'engage dans la production massive de faux-papiers pour des juifs et des réfractaires au service du travail obligatoire, avec notamment l'implication du libraire Michel Bernstein. D'après Hélène Viannay, le réseau aurait été la principale source de faux-papiers en France durant la Seconde Guerre mondiale. 
Le journal dénonce les attentats et les actions armées jusqu'en 1942. Il apporte d'abord son soutien au général Giraud, avant de se rallier à de Gaulle en juin 1943. Non représenté au Conseil national de la Résistance (CNR), Défense de la France adhère à la fin de 1943 au Mouvement de libération nationale.

### Le journal
Quelques étudiants parisiens décident de fonder un journal clandestin pour dénoncer l’occupation de la France. Bénéficiant de l’appui d’industriels et d’imprimeurs, les jeunes résistants parviennent à réaliser un journal de plus en plus professionnel qui obtient le tirage le plus élevé de la presse clandestine en janvier 1944.
Les premiers numéros sont imprimés sur une machine offset Rotaprint, cachée dans les caves de la Sorbonne, dont Hélène Viannay a la clé en tant que pompier volontaire, avec en exergue cette phrase de Blaise Pascal : « Je ne crois que les histoires dont les témoins se feraient égorger ».
Début 1942, Suzanne Guyotat, sœur d’un des beaux-frères de Philippe Viannay, prend la responsabilité de la zone sud. Elle noue des contacts essentiels avec les mouvements Combat et Témoignage chrétien et monte une chaîne de distribution pour les journaux qui lui parviennent de Paris puis en fait assurer l'impression sur place à Lyon et à Grenoble. Elle collabore notamment avec André Bollier de Combat. Elle recrute Hélène Roederer qui l'assiste pour l'impression du journal, la fabrication de fausses cartes d'identité, les liaisons et les missions,,.
D’abord centré sur l’action non violente, le mouvement s’engage dans l’action armée en 1944. Malgré les coups portés par les polices allemande et française, Défense de la France parvient à imprimer son journal et ceux d’autres mouvements jusqu’à la Libération.
Parmi les imprimeurs, on trouve Pierre Virol (arrêté en 1944, mort en déportation au kommando d'Ellrich le 23 janvier 1945) et son gendre Robert (mort le 27 décembre 1944 dans le même kommando). À la Libération, à partir du 8 août, il est imprimé à Rennes, sur les presses du journal Ouest-France, se présentant comme "quotidien du soir du Mouvement de la Libération nationale".
Relayé par les mouvements Combat et Témoignage chrétien, à Grenoble, Clermont-Ferrand, Lyon et en Bretagne, Défense de la France devient le plus fort tirage de la presse clandestine, avec 450 000 exemplaires par jour dès janvier 1944. 
En mars 1944, après de multiples déménagements, le journal est hébergé dans un bâtiment industriel sur trois niveaux, rue Jean-Dolent, derrière la prison de la Santé, dans le XIVe arrondissement, avec une machine "double jésus" de six tonnes, la « Grosse Margot », une linotype, un massicot, et une réserve de papier, d’essence, de vivres, d’eau et de deux tonnes de charbon de bois pour l'imprimerie.

#### France-Soir
Le journal poursuit une longue carrière après la guerre sous le titre France-Soir. À sa création en novembre 1944 par Robert Salmon et Philippe Viannay, France Soir est assimilé, jusque dans son titre, au journal créé en 1941 par eux.
Le premier numéro de France-Soir paraît le 7 novembre 1944 avec un double titre, France-Soir - Défense de la France. Philippe Viannay, ancien chef des maquis FFI de Seine-et-Oise, fonde aussi en 1945 avec Jacques Richet le Centre de formation internationale. L'année suivante, il fonde également le Centre de formation des journalistes (CFJ). Mais en 1947, il perd le contrôle de France-Soir.

## Personnalités du mouvement
- Philippe Viannay
- Hélène Viannay
- Robert Salmon
- Jacques Lusseyran
- Marianne Cornevin
- Jean-Daniel Jurgensen
- Geneviève de Gaulle-Anthonioz
- Jacqueline Pardon
- Françoise Élie
- Paul Delouvrier
- Georges Finaud[12]
- Jean-William Lapierre
- Paul Mer, président du Comité départemental de libération de la Mayenne
- André Figueras
- Pierre Herbart
- Marie Anne Stephan
- Suzanne Guyotat
- Alain Radiguer
- Hélène Roederer

### Filmographie
- 2007 : Défense de la France, documentaire réalisé par Joële van Effenterre.